# Markus Schulz
Markus Schulz, nemški trance producent in DJ, * 3. februar, 1975, Eschwege, Nemčija.
Živi v Miamiju, Florida, ZDA. Tedensko ustvarja radijsko oddajo Global DJ Broadcast. Markus je ustanovitelj založbe Coldharbour Recordings.

## Diskografija

### Albumi in kompilacije
- Coldharbour Sessions (2004, Armada Music)
- Miami '05 (2005, Moist Music)
- Without You Near (2005, Ultra Records)
- Ibiza '06 (2006, Moist Music)
- Progression (2007, Armada Music)
- Progression Progressed - The Remixes (2008, Armada Music)
- Amsterdam '08 (2008, Armada Music)
- Toronto 09 (2009, Armada Music)
- World Tour: Best Of 2009 (2009, Armada Music)
- Dakota - Thoughts Become Things (2009, Armada Music)
- Las Vegas '10 (2010, Armada Music)
- Do You Dream? (2010, Armada Music)
- Do You Dream? - The Remixes (2011, Armada Music)
- Prague '11 (2011, Armada Music)
- Dakota - Thoughts Become Things II (2011, Armada Music)
- Dakota - Thoughts Become Things II (The Remixes) (2012, Armada Music)
- Los Angeles '12 (2012, Armada Music)
- Scream (2012, Armada Music)
- Best of 2012: World Tour Compilation (2012)
- Buenos Aires '13 (2013, Armada Music)
- Scream 2 (2014, Armada Music)
- Watch the World (2016, Black Hole Recordings)
- Dakota - The Nine Skies (2017, Coldharbour Recordings)
- We Are the Light (2018, Black Hole Recordings)

### Singli
| - 1998 Markus Schulz - You Won’t See Me Cry - 1999 Dakota - Swirl - 2002 Dakota - Frozen Time - 2002 Dakota - Lost in Brixton - 2003 Markus Schulz presents Elevation - Clear Blue - 2004 Markus Schulz presents Elevation - Largo - 2004 Markus Schulz presents Elevation - Somewhere - 2005 Markus Schulz featuring Anita Kelsey - First Time - 2005 Markus Schulz and Departure with Gabriel & Dresden - Without You Near - 2006 Markus Schulz featuring Carrie Skipper - Never be the Same Again - 2007 Markus Schulz vs. Chakra - I Am - 2007 Markus Schulz - Fly to Colors - 2008 Markus Schulz featuring Departure - Cause You Know - 2008 Markus Schulz featuring Dauby – Perfect - 2008 Markus Schulz vs. Andy Moor - Daydream - 2008 Markus Schulz - The New World - 2009 Dakota - Chinook - 2009 Dakota - Johnny the Fox - 2009 Dakota - Sin City - 2009 Markus Schulz - Do You Dream - 2009 Dakota - Roxy ’84 - 2009 Dakota - Koolhaus - 2009 Dakota - Steel Libido - 2009 Dakota - Mr. Cappuccino - 2010 Markus Schulz featuring Khaz - Dark Heart Waiting - 2010 Markus Schulz featuring Justine Suissa - Perception - 2010 Markus Schulz - Rain - 2010 Markus Schulz featuring Jennifer Rene - Not the Same - 2010 Markus Schulz - Future Cities - 2011 Dakota - Sinners - 2011 Markus Schulz & Jochen Miller - Rotunda - 2011 Dakota - Sleepwalkers - 2011 Dakota - Katowice - 2011 Dakota - Saints - 2011 Dakota - In a Green Valley - 2011 Markus Schulz - Digital Madness (Transmission 2011) - 2012 Markus Schulz and Dennis Sheperd - Go! - 2012 Markus Schulz and Ferry Corsten - Loops & Tings - 2012 Markus Schulz and Adina Butar - Caught - 2012 Markus Schulz and Seri - Love Rain Down On Me - 2012 Markus Schulz and Ferry Corsten - Stella - 2012 Markus Schulz featuring Ana Diaz - Nothing Without Me | - 2013 Armin van Buuren & Markus Schulz - The Expedition - 2013 Markus Schulz - The Spiritual Gateway (Transmission 2013 Theme) - 2013 New World Punx - Romper - 2013 Markus Schulz & Sarah Howells - Tempted - 2013 Markus Schulz - Remember This - 2013 Markus Schulz & Elevation - Machine of Transformation (Transmission 2013 Theme) - 2014 Dakota - CLXXV - 2014 Markus Schulz - Destino - 2014 Markus Schulz - Seven Sins (Transmission 2013 Theme) - 2014 Markus Schulz featuring Lady V - Winter Kills Me - 2015 Markus Schulz - Golden Gate - 2015 Markus Schulz - Bayfront - 2015 Markus Schulz - Bine Facut - 2015 Markus Schulz - This Generation - 2015 Markus Schulz featuring Delacey - Destiny - 2015 Markus Schulz - Lost in the Box - 2015 Markus Schulz & Vassy - Tomorrow Never Dies - 2015 Markus Schulz - Daybreak - 2015 Markus Schulz - Avalon - 2015 Markus Schulz & Dakota - Cathedral - 2015 Markus Schulz - Dancing In The Red Light - 2015 Markus Schulz & Nifra - The Creation (Transmission 2015 Theme) - 2015 Markus Schulz x Fisherman & Hawkins - Gotham Serenade - 2016 Markus Schulz featuring Ethan Thompson - Love Me Like You Never Did - 2016 Markus Schulz featuring Mia Koo - Summer Dream - 2016 Markus Schulz - Sesterius - 2016 Markus Schulz - The Lost Oracle (Transmission 2016 Theme) - 2017 Markus Schulz featuring Brooke Tomlinson - In The Night - 2017 Markus Schulz presents Dakota and Koan Groeneveld - Mota-Mota - 2017 Markus Schulz presents Dakota featuring Bev Wild - Running Up That Hill - 2017 Markus Schulz & Cosmic Gate - AR - 2017 Markus Schulz presents Dakota - In Search of Something Better - 2017 Markus Schulz featuring Adina Butar - New York City [Take Me Away] - 2017 Markus Schulz presents Dakota - The Spirit of the Warrior - 2018 Markus Schulz & Emma Hewitt - Safe From Harm |

1. ↑  Discogs — 2000.